# Jan-Pieter Cassiers
Jan-Pieter Cassiers (Antwerpen, 25 mei 1788 - Klerken, 12 maart 1870) was een Belgische katholieke politicus en handelaar, belangrijk voor de ontwikkeling van de parochie Houthulst in de tweede helft van de 19de eeuw.

## Levensloop
Cassiers was een zoon van Pierre Joseph Cassiers en van Petronilla Tuymans. Hij was, toen hij vijfenvijftig was, getrouwd met de dertig jaar jongere burggravin Caroline de Patin (Langemark, 1823 - Klerken, 1882), eigenares van honderden hectare bossen en landerijen in het midden van West-Vlaanderen. Het gezin bleef kinderloos. Hij was de oom van Eugène de Decker.
Aanvankelijk was hij inspecteur van Registratie en Domeinen. In 1835 werd hij verkozen tot katholiek unionistisch senator, voor het arrondissement Sint-Niklaas. Hij vervulde dit mandaat tot in 1863.
Dit belette niet dat hij een groot deel van het jaar in West-Vlaanderen woonde. In 1838 kocht hij een deel van het Bos van Houthulst, dat door de Staat was te koop gesteld. Nadat hij in 1843 getrouwd was, bouwde hij er een kasteel. Hij werd eigenaar van honderden ha bos- en landbouwgrond in West-Vlaanderen. In het park bouwde het echtpaar in 1860 de eerste Lourdesgrot in België. In 1854 kocht hij nog een resterende stuk bosgrond, waardoor hij de belangrijkste grootgrondbezitter van de gemeente werd.
Van 1848 tot 1860 was hij burgemeester van Klerken, en hielp in de ontwikkeling en afscheiding van een zelfstandige parochie Houthulst. In 1848 liet hij zich tot burgemeester van Klerken benoemen. Een van zijn aandachtspunten was het verbeteren van de wegeninfrastructuur in het gebied van het latere Houthulst, vooral met het oog op de bereikbaarheid van de molens, de wagenmakerij en de brouwerij van het gehucht Hoogkwartier en de bosexploitatie. 
In 1853 circuleerden al geruchten voor het oprichten van een nieuwe parochie op de gronden van Cassiers. Na die eerste weg kan Cassiers de infrastructuur verder later ontwikkelen. Bisschop Malou vroeg Cassiers om nog twee wegen aan te leggen, om het makkelijker te maken voor Malou om de parochiestichting te kunnen verdedigen bij de minister. Uiteindelijk stond Cassiers ook zelf in voor de kosten. De twee straten die aangelegd werden zijn de Kerkstraat en de Jonkershovestraat. In 1857 leidde dit tot de parochie Houthulst, nadat de parochie Klerken het armste deel van zijn grondgebied had afgestaan.
Het kasteel, dat na de dood van het echtpaar werd overgenomen door hun rentmeester Raymond De Groote, werd de hoofdwoonplaats van verschillende generaties De Groote, onder meer van volksvertegenwoordiger Eugène De Groote en van volksvertegenwoordiger en senator Hubert De Groote. Tijdens de Eerste Wereldoorlog had het kasteel erg te lijden en werd grotendeels herbouwd.
Cassiers was ook actief in een paar ondernemingen:
- bestuurder van de Société de Tissage à la mécanique in Brussel;
- commissaris van Docks-entrepôts in Antwerpen.

Hij was bestuurder van de Nationale maatschappij voor de verspreiding van het Goede Boek.
In Houthulst staat een Woon- en Zorgcentrum Cassiers.